# Christuskirche (Obernbeck)

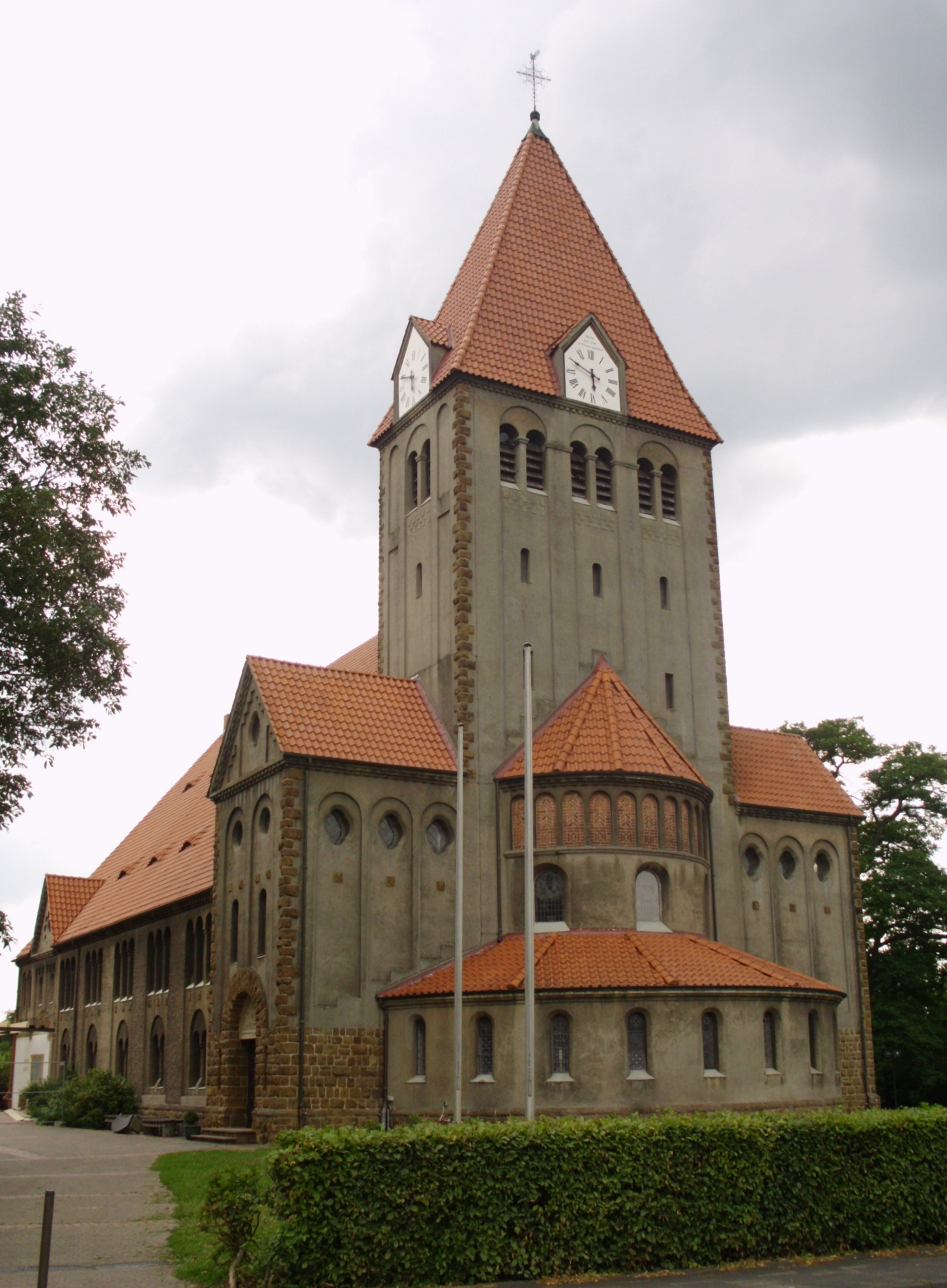
Christuskirche in Obernbeck

Die denkmalgeschützte evangelisch-lutherische Christuskirche steht in Obernbeck, einem Stadtteil von Löhne im Kreis Herford von Nordrhein-Westfalen. 

## Beschreibung
Die Saalkirche wurde 1914 nach einem Entwurf von Joseph Campani erbaut. Der querrechteckige Kirchturm im Osten des Langhauses erhebt sich zwischen den Querarmen, in denen sich die Zugänge zu den Emporen befinden. Die halbrunde Apsis im Osten ist von mehreren Sakristeien umgeben. Im obersten Geschoss des Kirchturms hängen vier Glocken, die nach dem Zweiten Weltkrieg gegossen wurden. Die Dachgauben seines Zeltdaches enthalten die Zifferblätter der Turmuhr. 
Der Innenraum des Langhauses ist mit einer Kassettendecke überspannt. Zur Kirchenausstattung gehören ein Altar, eine Kanzel und ein Taufbecken aus Kunststein.

## Kirchengemeinde
Die Kirchengemeinde gehört zum Kirchenkreis Herford der Evangelischen Kirche von Westfalen. Sie wurde erst 1926 gegründet; bis dahin war Obernbeck ein Pfarrbezirk der Kirchengemeinde Mennighüffen.